# Robert Coontz
Robert Edward Coontz (Hannibal, 11 giugno 1864 – 26 gennaio 1935) è stato un ammiraglio statunitense.

## Biografia
Diplomatosi all'Accademia navale di Annapolis nel 1885, nel decennio successivo Coontz servì nel Department of the Navy ed a bordo di diverse navi, dalle acque dell'Alaska fino alla regione dei Grandi Laghi. Nel 1894 fu richiamato al Department of the Navy per lavorare ad un aggiornamento dei registri ufficiali. Successivamente fu assegnato alla Philadelphia, al U.S. National Geodetic Survey ed alla Charleston. A bordo di quest'ultima nave prestò servizio durante la guerra ispano-americana, operando nell'oceano Pacifico. A seguito di ulteriori incarichi sia in mare che sulla terraferma, Coontz fu promosso capitano di corvetta e prestò servizio come comandante in seconda della nave da battaglia Nebraska durante il giro intorno al mondo della Great White Fleet.
Dopo la promozione a capitano di fregata nel 1909, a Coontz fu affidato il comando dei giovani cadetti dell'Accademia navale di Annapolis.
Dal 1912 al 1913 fu Governatore di Guam.
Promosso a capitano di vascello, Coontz ottenne il comando della corazzata Georgia. In seguito fu nominato comandante dell’arsenale militare marittimo di Puget Sound e del 13º Distretto navale, ruolo che ricoprì fino alla fine del 1918.
Dopo un breve periodo in cui sostituì temporaneamente nei compiti il capo delle operazioni navali William S. Benson, l'allora contrammiraglio Coontz assunse il comando di una divisione di corazzate operante nell'oceano Atlantico.
Coontz era stato da poco assegnato alla Pacific Fleet quando fu nominato capo delle operazioni navali (CNO), succedendo a Benson. Il suo mandato in tale ruolo fu caratterizzato da incessante pressione dal lato economico, con la chiusura di numerose basi navali che causò l'infelicità del Congresso, sforzi diplomatici per far approvare limitazioni navali, conflitti interni al dipartimento sulla strada da seguire per organizzare e gestire le nuove tecnologie ed infine dagli strascichi dello scandalo Teapot Dome.
Mentre affrontava questi problemi, Coontz creò una flotta unificata e rafforzò la posizione del CNO all'interno del dipartimento.
Rilevato nel ruolo di CNO da Edward Eberle nella metà del 1923, Coontz fu nominato comandante in capo (CIC) della Flotta degli Stati Uniti. Nel 1925 condusse la flotta in un viaggio attraverso l'oceano Pacifico, durante il quale furono visitate la Nuova Zelanda e l'Australia, che rappresentò il primo grande dispiegamento di navi da guerra statunitensi dall'epoca della Great White Fleet, quasi due decenni prima. Dall'ottobre 1925 fino al suo pensionamento nel mese di giugno 1928, Coontz servì come comandante del 5º Distretto navale, tornando al grado di contrammiraglio. Dopo il ritiro, scrisse un libro di memorie dove raccontava la sua carriera nella Marina, intitolato From the Mississippi to the Sea (Dal Mississippi al mare). Morì il 26 gennaio 1935.

## Pubblicazioni
- From the Mississippi to the Sea, Dorrance & Co, Inc., Philadelphia, 1930.
- True Anecdotes of an Admiral, Dorrance & Co, Inc., Philadelphia, 1934.

## Navi che portano il suo nome
- USS Coontz (DDG-40)
- USS Admiral R. E. Coontz (AP-122)